# World Tag Team Championship (od 2002)
World Tag Team Championship – światowy tytuł dywizji tag team profesjonalnego wrestlingu stworzony i promowany przez federację WWE w brandzie Raw. Jest jednym z trzech mistrzostw tag team w głównym rosterze WWE wraz ze SmackDown Tag Team Championship należącego do brandu SmackDown i NXT Tag Team Championship, należącego do NXT.
Mistrzostwo zostało wprowadzone jako drugie mistrzostwo tag team do WWE w 2002 jako odpowiednik do tytułu World Tag Team Championship. Oba tytuły zostały zunifikowane w 2009 i nowi mistrzowie byli ogłaszani jako „Unified WWE Tag Team Champions” do 2010, kiedy to formalnie World Tag Team Championship zostało wycofane. W 2016 mistrzostwo stało się ekskluzywne dla rosteru Raw (dodano do nazwy wyraz „Raw”), gdzie niedługo potem utworzono SmackDown Tag Team Championship dla brandu SmackDown.
W 2019 roku NXT stało się trzecią główną marką WWE, tym samym NXT Tag Team Championship stało się trzecim głównym mistrzostwem Tag Team w firmie.

## Historia

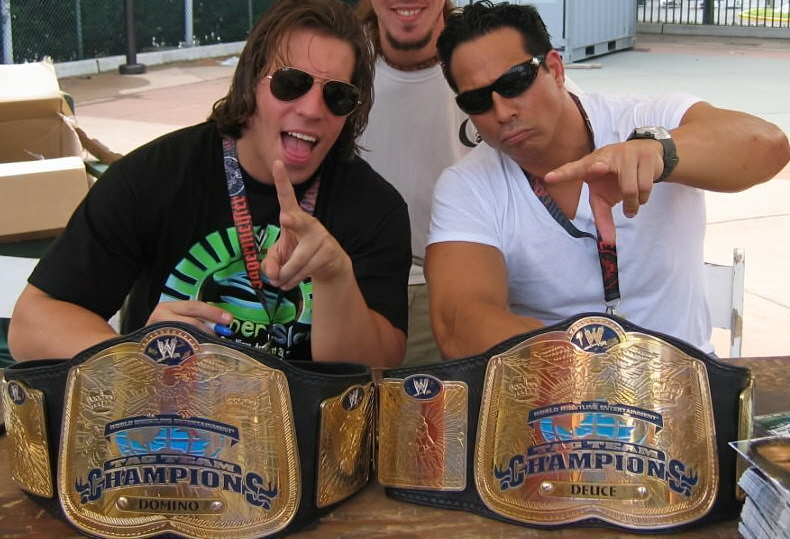
Byli mistrzowie Deuce ’n Domino, pokazani z oryginalnymi pasami WWE Tag Team Championship.

Po tym jak podzielono WWE na brandy, oryginalne tytuły World Tag Team Championship zostały przydzielone ekskluzywnie do brandu Raw, pozostawiając brand SmackDown! bez mistrzostwa dywizji tag team. W rezultacie, generalna menadżerka SmackDown Stephanie McMahon wprowadziła nowe WWE Tag Team Championship i przydzieliła je na wyłączność brandu SmackDown!. Ogłosiła, że nowi mistrzowie zostaną wyłonieni w 8-drużynowym turnieju. 20 października 2002, drużyna złożona z Kurta Angle i Chrisa Benoit pokonała Reya Mysterio i Edge’a na No Mercy 2002 w finale turnieju, zostając jego pierwszymi posiadaczami.
17 października 2007, SmackDown! oraz ECW ogłosiło porozumienie w sprawie możliwości występowania wrestlerów w obu brandach. W rezultacie, tytuły były bronione legalnie w obu brandach. Pod koniec 2008 i przez początek 2009, WWE Tag Team Champions The Colóns (Carlito i Primo) rozpoczęli rywalizację z World Tag Team Championami Johnem Morrisonem i The Mizem, w rezultacie czego ogłoszono 17 marca na ECW on Syfy, że na WrestleManii XXV obie drużyny będą broniły tytułów przeciwko sobie i zwycięska drużyna zdobędzie oba tytuły. The Colons pokonało Morrisona i Miza, unifikując tytuły w Unified WWE Tag Team Championship, lecz oba tytuły były dalej aktywne i ich żywot dalej trwał.
Jako Unified WWE Tag Team Champions, mistrzostwie mogli pojawiać się i bronić tytułów w każdym z brandów. 16 sierpnia 2010, World Tag Team Championship zostało dezaktywowane na rzecz kontynuacji żywota WWE Tag Team Championship, prezentując nowe pasy mistrzowskie dla ówczesnych mistrzów Davida Hart Smitha i Tysona Kidda z The Hart Dynasty, dodatkowo zmieniając nazwy tytułów na obecne. 18 sierpnia 2014, wygląd WWE Tag Team Championship (wraz z innymi aktywnymi mistrzostwami) został odświeżony o nowe logo federacji. Po powrocie podziału WWE na brandy w lipcu 2016, mistrzowie The New Day zostali przydzieleni do brandu Raw, przez co tytuły stały się ekskluzywne dla tego brandu. W rezultacie, na SmackDown powstały WWE SmackDown Tag Team Championship, zaś mistrzostwu z Raw zaktualizowano nazwę.

## Przynależność mistrzostw
Po utworzeniu mistrzostw w 2002, były one dostępne dla członków rosteru SmackDown. Po unifikacji z World Tag Team Championship, tytuły były znane jako Unified WWE Tag Team Championship i mistrzowie mogli bronić ich w dowolnym rosterze. Członu „Unified” pozbyto się w sierpniu 2010, przy czym zakończono historię World Tag Team Championship na rzecz kontynuacji żywota WWE Tag Team Championship, których broniono w dowolnym brandzie.
Poniżej znajduje się lista przedstawiająca zmiany przeskoków mistrzostw pomiędzy brandami Raw, SmackDown i ECW.

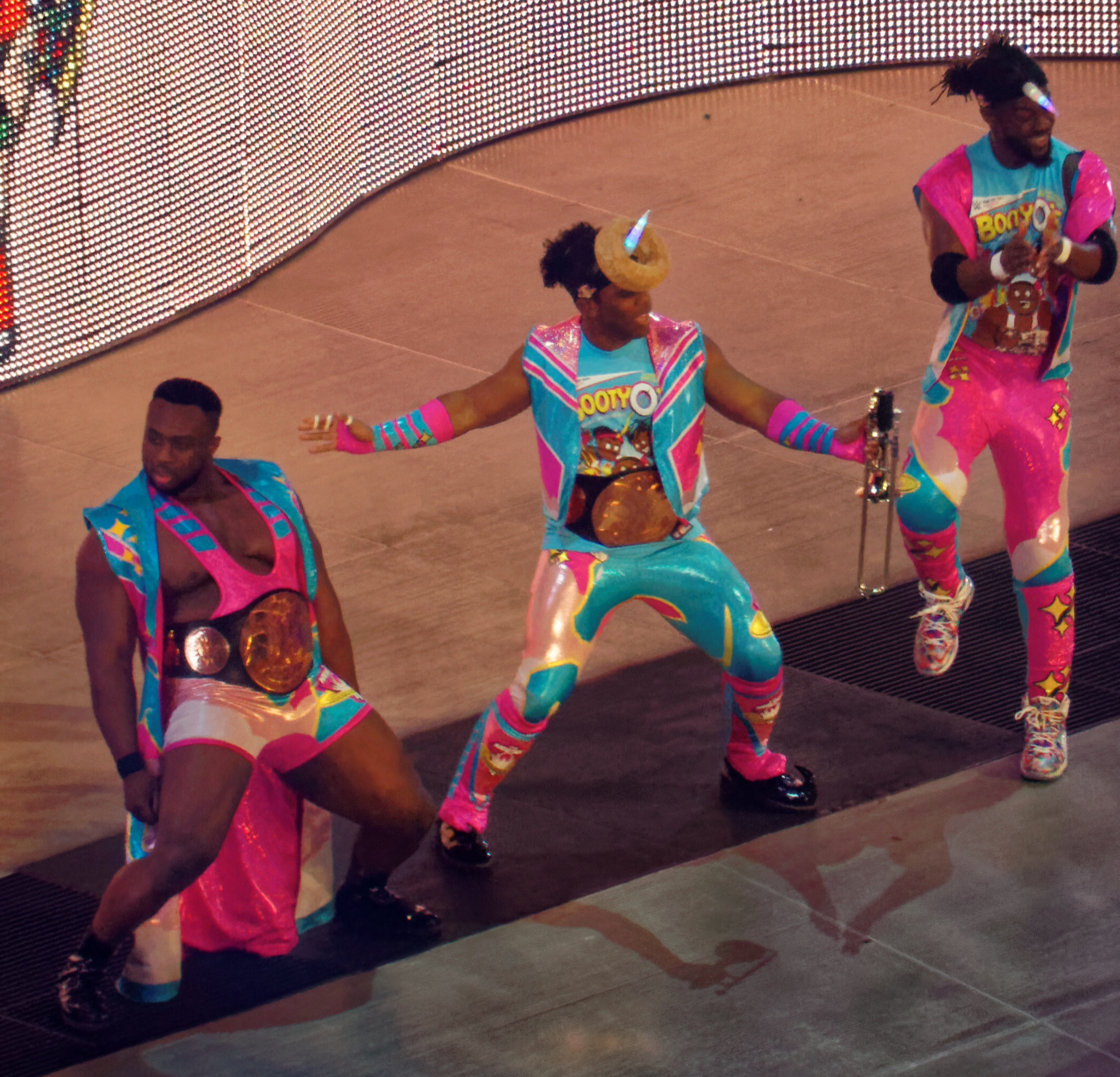
Rekordowo czterokrotni i najdłużej panujący tag team w historii WWE przy 483 dniach – The New Day (Big E, rekordowo sześciokrotny mistrz Kofi Kingston i Xavier Woods). Trzecie panowanie należy tylko do Woodsa i Kingstona i wyklucza Big E, z powodu rozdzielenia po markach.

| Kolory | Kolory                                  |
| ------ | --------------------------------------- |
|        | Tytuł przeniesiony do brandu Raw.       |
|        | Tytuł przeniesiony do brandu SmackDown. |
|        | Tytuł przeniesiony do brandu ECW.       |

| Data przeniesienia   | Notka |
| -------------------- | --- |
| 20 października 2002 | Mistrzostwo zostało utworzone dla brandu SmackDown. |
| 13 listopada 2007    | John Morrison i The Miz byli członkami brandu ECW, wskutek czego tytuły zostały przeniesione do brandu ECW. Mimo tego panowała zasada wymian wrestlerów pomiędzy ECW i SmackDown, przez co mistrzowie walczyli z talentami obu brandów. |
| 20 lipca 2008        | Tytuły powróciły na SmackDown po tym jak zdobyli je Curt Hawkins i Zack Ryder Mistrzostwa pozostały w tym brandzie do czasu unifikacji z World Tag Team Championship w kwietniu 2009..                                                  |
| 29 sierpnia 2011     | Zakończenie pierwszego podziału na brandy. |
| 19 lipca 2016        | Powrót podziału na brandy. WWE Tag Team Champions The New Day zostali przeniesieni do brandu Raw podczas draftu. Po zaprezentowaniu WWE SmackDown Tag Team Championship, tytuły są znane jako WWE Raw Tag Team Championship.            |

## Wygląd tytułu
Oryginalny projekt pasa WWE Tag Team Championship miał konstrukcję identyczną z WWF Tag Team Championship z lat 1985–2002. Miał podobny kształt z motywami orła i korony obok niebieskiej kuli pośrodku. Na górze widniało zdrapane logo firmy na niebieskim tle. Złoty tekst na niebieskiej wstążce brzmi „World Wrestling Entertainment”, podczas gdy na dole widnieje napis „World Tag Team” na niebieskim tle i „Championship” na niebiesko.
W sierpniu 2010 roku WWE Tag Team Championship zostało przeprojektowane. Czerpiąc inspirację z Grecji, paski mają środkową płytę zdominowaną przez dwa spartańskie hełmy skierowane na zewnątrz, a środkowa płyta jest otoczona meandrowym wzorem. W górnej części środkowej płyty znajduje się logo WWE, a na dole baner z napisem „Tag Team” w jednym wierszu i „Champions” poniżej. Po obu stronach płyty środkowej znajdują się dwie płyty boczne. Wewnętrzne płyty boczne mają logo WWE i są otoczone meandrowym wzorem, podczas gdy zewnętrzne płyty boczne przedstawiają pojedynczy hełm Spartanina skierowany do wewnątrz. Kiedy ten projekt paska został wprowadzony w 2010 roku, tablice były w kolorze brązowym i zawierały stare logo WWE zdrapką, a paski były czarne. W sierpniu 2014 pasy, wraz ze wszystkimi innymi istniejącymi wcześniej pasami mistrzowskimi w WWE w tamtym czasie, otrzymały niewielką aktualizację, zastępując logo zdrapki obecnym logo WWE, które było pierwotnie używane na platformie WWE Network, która została uruchomiona wcześniej tego roku w lutym.
W sierpniu 2016 roku, po ponownym wprowadzeniu podziału na brandy i utworzeniu SmackDown Tag Team Championship, nazwa WWE Tag Team Championship została zmieniona na Raw Tag Team Championship. Pasy otrzymały aktualizację 19 grudnia tego roku, aby odzwierciedlić zmianę nazwy. Posiadając tę samą konstrukcję fizyczną, płytki zostały wykonane ze srebra, a paski zmieniono na czerwone, co kontrastuje ze srebrnymi płytkami na niebieskich paskach pasów SmackDown Tag Team Championship. Podczas gdy wszystkie inne pasy mistrzowskie WWE zostały zaktualizowane tak, aby zawierały konfigurowalne boczne tabliczki z logo mistrza, tytuły tag team Raw i SmackDown nie miały tych funkcji.
15 kwietnia 2024 roku na odcinku Raw, w związku ze zmianą nazwy Raw Tag Team Championship na World Tag Team Championship, pasy mistrzowskie otrzymały nowy wygląd. Pośrodku tabliczki znajduje się logo WWE umieszczone nad kulą ziemską, podobne do World Heavyweight Championship i Women’s World Championship, aczkolwiek z czerwonym tłem i umieszczone na tarczy otoczonej dwoma gryfami w sposób podobny do herbu. Nad globusem znajduje się baner z napisem „WORLD TAG TEAM”, natomiast pod globusem znajduje się kolejny baner z napisem „CHAMPIONS”, zarówno w kolorze srebrnym, jak i na czerwonym tle. Płyty znajdują się na czarnych pasach z metalowymi płytkami końcowymi, a złote listwy rozdzielające oddzielają płytę środkową od dwóch płyt bocznych. Na bocznych płytach można teraz umieścić logo aktualnych mistrzów; domyślne tabliczki boczne mają logo WWE na czerwonym globie.

## Panowania
Na stan z 1 lipca 2025 miało miejsce 97 panowań wśród 73 drużyn złożonych ze 103 indywidualnych mistrzów oraz 1 wakat. Pierwszymi mistrzami byli Kurt Angle i Chris Benoit. 9-minutowe panowanie Johna Ceny i The Miza jest najkrótszym w historii, podczas gdy The New Day (Big E, Kofi Kingston i Xavier Woods) są najdłużej panującymi mistrzami przy 483 dniach. Najstarszym mistrzem stał się R-Truth w wieku 52 lat, a najmłodszym był Nicholas, który zdobył mistrzostwo w wieku 10 lat.
Obecnymi mistrzami są The Judgment Day (Finn Bálor i JD McDonagh), którzy są w swoim drugim panowaniu jako drużyna, podczas gdy indywidualnie jest to czwarte panowanie dla Bálora i drugie dla McDonagha, a to jest czwarte ogólne panowanie dla stajni The Judgment Day. Pokonali poprzednich mistrzów The New Day (Kofiego Kingstona i Xaviera Woodsa) na odcinku Raw, 30 czerwca 2025.